# Mount Van Veen
Mount Van Veen är ett berg i Antarktis. Det ligger i Östantarktis. Nya Zeeland gör anspråk på området. Toppen på Mount Van Veen är 1 510 meter över havet.
Terrängen runt Mount Van Veen är varierad. Trakten är obefolkad. Det finns inga samhällen i närheten.